# Rod Zaine
Pour les articles homonymes, voir Zaine.
Rod Zaine (né le 18 mai 1946 à Ottawa en Ontario au Canada et mort le 7 juillet 2022) est un joueur professionnel de hockey sur glace.

## Carrière de joueur
Il commence sa carrière en jouant centre pour les Generals d'Oshawa dans l'association de hockey de l'Ontario – aujourd'hui Ligue de hockey de l'Ontario – en 1963. Après quelques saisons dans des ligues mineurs, il joue enfin dans la Ligue nationale de hockey au cours de la saison 1970-1971 pour les Penguins de Pittsburgh. Il n'y reste qu'une saison et ne joue que 37 matchs avant d'aller faire une saison à la fois dans la Ligue américaine de hockey pour les Swords de Cincinnati et à la fois dans la LNH avec les Sabres de Buffalo.
Lors de leur création, il rejoint les Cougars de Chicago pour la première saison de l'association mondiale de hockey. Il joue trois saisons pour les Cougars avant de raccrocher ses patins en 1975.

## Statistiques
| Saison     | Équipe                 | Ligue      |     | Saison régulière | Saison régulière | Saison régulière | Saison régulière | Saison régulière |    | Séries éliminatoires | Séries éliminatoires | Séries éliminatoires | Séries éliminatoires | Séries éliminatoires |
| Saison     | Équipe                 | Ligue      | PJ  | B                | A                | Pts              | Pun              | PJ               | B  | A                    | Pts                  | Pun                  |                      |                      |
| 1963-1964  | Generals d'Oshawa      | AHO        | 55  | 6                | 11               | 17               | 0                |                  |    |                      |                      |                      |                      |                      |
| 1964-1965  | Montagnards d'Ottawa   | CJAHL      | 24  | 18               | 31               | 49               | 56               |                  |    |                      |                      |                      |                      |                      |
| 1965-1966  | Bears de Smiths Falls  | CJAHL      | 34  | 35               | 56               | 91               | 46               |                  |    |                      |                      |                      |                      |                      |
| 1966-1967  | Comets de Clinton      | EHL        | 72  | 13               | 23               | 36               | 16               |                  |    |                      |                      |                      |                      |                      |
| 1967-1968  | Comets de Clinton      | EHL        | 72  | 24               | 53               | 77               | 68               | 14               | 5  | 7                    | 12                   | 5                    |                      |                      |
| 1968-1969  | Nationals d'Ottawa     | AHO Sr.    | 6   | 3                | 1                | 4                | 4                |                  |    |                      |                      |                      |                      |                      |
| 1969-1970  | Clippers de Baltimore  | LAH        | 53  | 19               | 23               | 42               | 36               | 5                | 1  | 2                    | 3                    | 4                    |                      |                      |
| 1970-1971  | Clippers de Baltimore  | LAH        | 8   | 1                | 2                | 3                | 4                | --               | -- | --                   | --                   | --                   |                      |                      |
| 1970-1971  | Penguins de Pittsburgh | LNH        | 37  | 8                | 5                | 13               | 21               | --               | -- | --                   | --                   | --                   |                      |                      |
| 1970-1971  | Wranglers d'Amarillo   | LCH        | 27  | 4                | 11               | 15               | 20               | --               | -- | --                   | --                   | --                   |                      |                      |
| 1971-1972  | Sabres de Buffalo      | LNH        | 24  | 2                | 1                | 3                | 4                | --               | -- | --                   | --                   | --                   |                      |                      |
| 1971-1972  | Swords de Cincinnati   | LAH        | 32  | 8                | 15               | 23               | 6                | 10               | 5  | 5                    | 10                   | 10                   |                      |                      |
| 1972-1973  | Cougars de Chicago     | AMH        | 74  | 3                | 14               | 17               | 25               | --               | -- | --                   | --                   | --                   |                      |                      |
| 1973-1974  | Cougars de Chicago     | AMH        | 77  | 5                | 13               | 18               | 17               | 18               | 2  | 1                    | 3                    | 2                    |                      |                      |
| 1974-1975  | Cougars de Chicago     | AMH        | 68  | 3                | 6                | 9                | 16               | --               | -- | --                   | --                   | --                   |                      |                      |
| Totaux LNH | Totaux LNH             | Totaux LNH | 61  | 10               | 6                | 16               | 25               |                  |    |                      |                      |                      |                      |                      |
| Totaux AMH | Totaux AMH             | Totaux AMH | 219 | 11               | 33               | 44               | 58               | 18               | 2  | 1                    | 3                    | 2                    |                      |                      |